# 平清宗
平清宗（1170年—1185年7月19日），平安時代末期武將。他是平家首領平宗盛的長子，為平時信的女兒平清子所生（平清子也是平清盛正室平時子的妹妹）。他也是平清盛的孫子。
根據《平家物語》的記載，平清宗幼年時候頗受後白河法皇的寵愛，三歲元服時便被敘為從五位下的位階。十三歲時昇正三位，任右衛門督。養和二年（1183年）二月與平賴盛的女兒訂婚，但同年七月源義仲的部隊逼近京都，平清宗跟隨父親以及安德天皇一行離開京都。平賴盛一家則留在了京都，二人的婚姻便不了了之。
平清宗跟隨平家一門流亡各地。元曆二年（1185年）三月廿四，壇之浦之戰爆發，平家滅亡。平清宗與父親平宗盛欲投水自盡，但被源氏武士救起，作為俘虜一起押送鐮倉。六月與源賴朝見面，並與平宗盛一起再被押往京都。途中的六月廿一，平宗盛在近江國的篠原（今滋賀縣野洲市）被橘公長斬首，平清宗也於同日在近江國野路口（今滋賀縣草津市）被堀景光斬首。二人的首級被送往京都的六條河原示眾。
平清宗有個異母弟平能宗，幼名副將丸，在平家滅亡不久後也被殺死。